# عادل الزامل
عادل عبد المحسن الزامل مواطن كويتي معتقل إداريًا خارج نطاق القانون في معتقل غوانتانامو الأمريكي في كوبا. ولد عادل في 23 أغسطس عام 1963 في مدينة الكويت بالكويت. اُعتقل في باكستان في فبراير 2002 وتم نقله إلى الكويت في 2 نوفمبر 2005.